# 和合 (東郷町)
和合（わごう）は、愛知県愛知郡東郷町の大字。16の小字が存在する。郵便番号は470-0153（集配局:日進郵便局）。

## 地理
東郷町中央部に位置し、東は大字諸輪、西は日進市浅田町・赤池町、南は大字春木、北は和合ケ丘・白鳥、北西は日進市浅田平子・藤塚・南ケ丘に接する。

### 河川
- 春木川
- 愛知用水

### 池沼

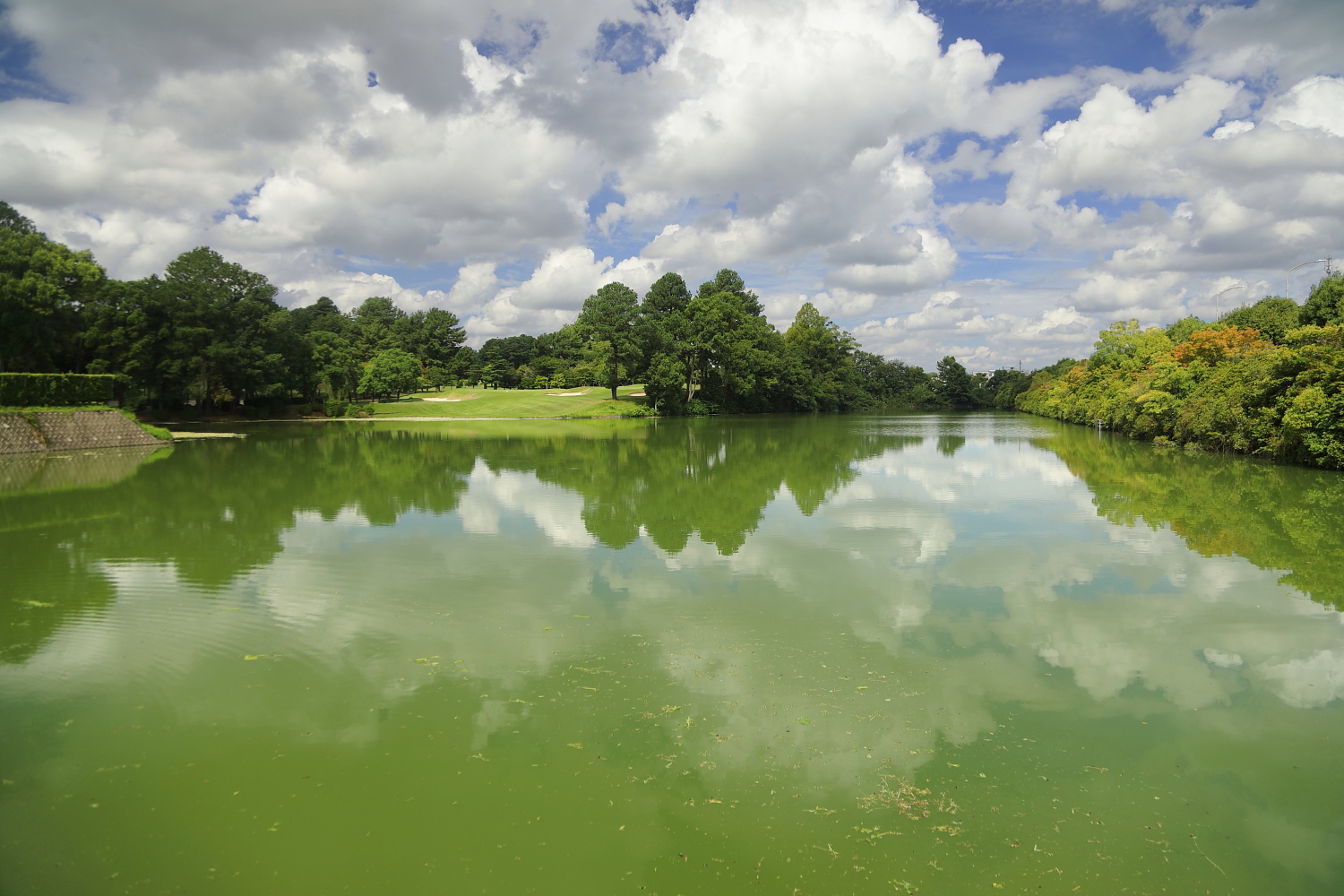
濁池
- 蚊谷下池

- 濁池

### 小字
- 芦廻間（あしばさま）
- 牛廻間（うしばさま）
- 大坂（おおさか）
- 神ノ木（かみのき）
- 北蚊谷（きたかがや）
- ギロウ
- ジ子ンゴ（じねんご）
- 新濁池（しんにごりいけ）
- 知々釜（ちちがま）
- ドンドロ
- 濁池（にごりいけ）
- 濁池新田（にごりいけしんでん）
- 東蚊谷（ひがしかがや）
- 前田（まえだ）
- 南蚊谷（みなみかがや）
- 林清池（りんせいいけ）

## 世帯数と人口
2024年（令和6年）7月31日現在の世帯数と人口は以下の通りである。
| 大字 | 世帯数    | 人口    |
| ---- | --------- | ------- |
| 和合 | 1,431世帯 | 3,414人 |

## 学区
町立小・中学校に通う場合、学区は以下の通りとなる。
| 地域 | 小学校                                | 中学校             |
| ---- | ------------------------------------- | ------------------ |
|      | 東郷町立東郷小学校 東郷町立高嶺小学校 | 東郷町立東郷中学校 |

## 歴史
愛知郡和合村を前身とする。戦国時代には「和具」と呼ばれていた。

### 地名の由来
尾張国地名考には、「廻卿（わごう）の俗説なるべし、此村諸輪村に隣れり」とある。

### 沿革
- 1889年（明治22年）10月1日 - 町村制施行・合併に伴い、愛知郡諸和村大字和合となる[7]。
- 1906年（明治39年）5月10日 - 合併に伴い、東郷村大字和合となる[7]。
- 1965年（昭和40年） - 一部が日進町へ編入され、同町大字和合が成立[7]。
- 1966年（昭和41年）8月18日 - 東郷村大字和合の一部が同村和合ケ丘となる[6][8]。
- 1969年（昭和44年）12月 - 日進町大字和合の全域が同町南ケ丘となる[6]。
- 1970年（昭和45年）4月1日 - 町制施行に伴い、東郷町大字和合となる[6]。
- 1979年（昭和54年）2月22日 - 一部が白鳥となる[6][8]。

## 施設
- 名古屋ゴルフ倶楽部・和合コース
- 和合ゴルフ練習場

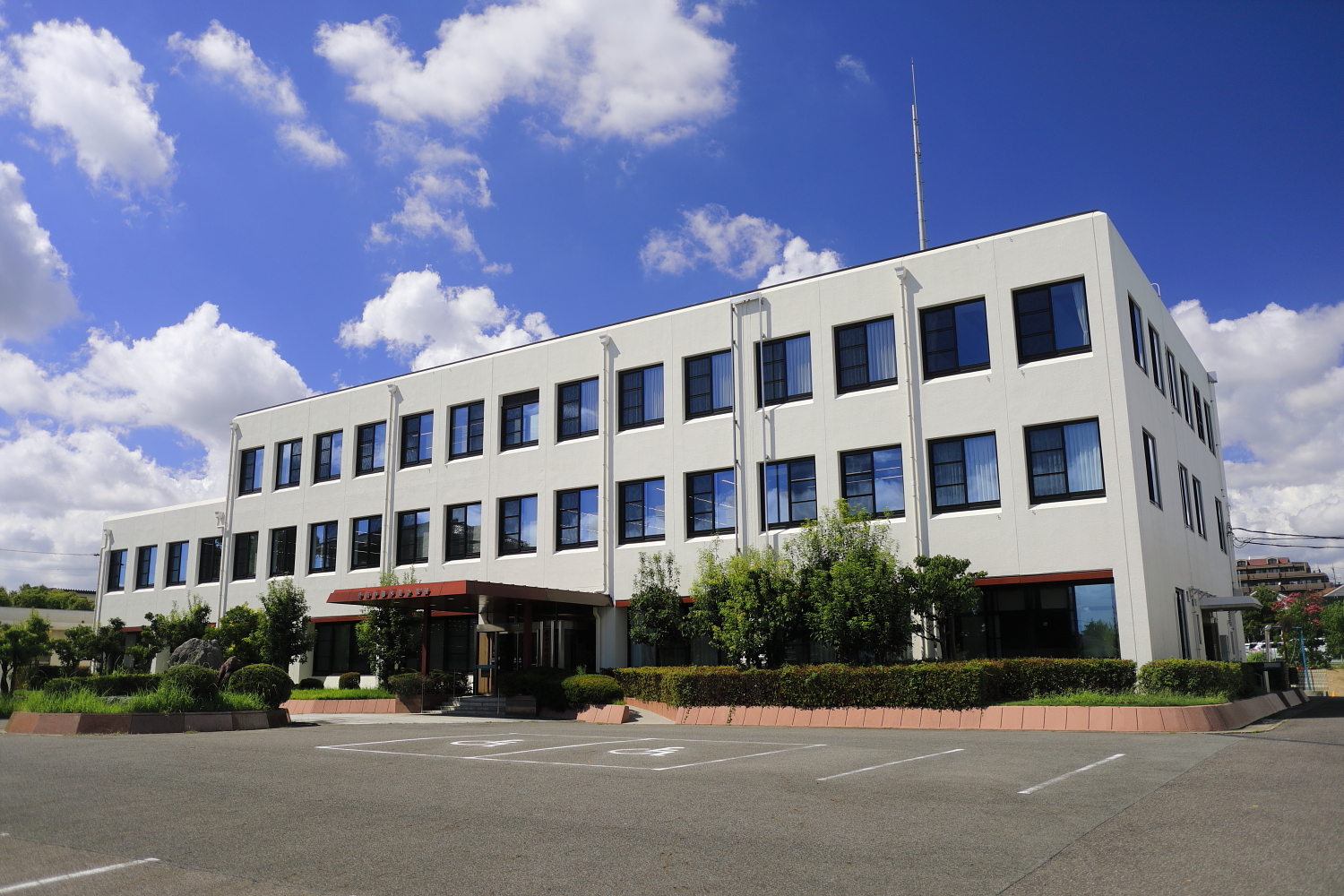
愛知中部水道企業団
- オートプラネット名古屋
- 豊田信用金庫東郷支店
- 太陽わごうこども園
- 大徳寺
- 和合春日神社
- 御嶽神社

- 愛知中部水道企業団

## 交通
- 国道153号（豊田西バイパス）
- 愛知県道57号瀬戸大府東海線